# Theoger von Sankt Georgen
Theoger (* um 1050; † 29. April 1120 in Cluny; auch Dietger) war Prior des Klosters Reichenbach, Abt des Klosters Sankt Georgen im Schwarzwald, Klosterreformer und Bischof von Metz.

## Leben und Wirken

### Herkunft und Eintritt ins Klosterleben
Über das Leben Theogers unterrichtet in zwei Büchern eine Vita, die Vita Theogeri, die der Mönch und Bibliothekar Wolfger von Prüfening um die Mitte des 12. Jahrhunderts unter dem Abt Erbo I. (1121–1162) des Klosters Prüfening schrieb.
Theoger, um die Mitte des 11. Jahrhunderts geboren, stammte – so die Vita – aus ministerialischen Verhältnissen. Er war wahrscheinlich mit mächtigen Adelsfamilien im elsässisch-lothringischen Raum verwandt, unter anderem mit den Grafen von Metz und denen von Lützelburg. Theoger soll unter dem berühmten Manegold von Lautenbach und im Wormser Cyriakusstift seine geistliche Ausbildung erhalten haben. Er wandte sich dem Mönchtum Hirsauer Prägung zu und trat in das Kloster Hirsau unter dessen Abt Wilhelm (1069–1091) ein. Dieser ernannte ihn später zum Prior des Hirsauer Priorats Reichenbach (1085–1088). Schließlich wurde Theoger auf Betreiben Wilhelms im Jahr 1088 zum Abt von Sankt Georgen eingesetzt.

### Wirken im Kloster Sankt Georgen
Um Selbstständigkeit von Hirsau bemüht, gelang es Theoger während seines Abbatiats (1088–1119), das Kloster Sankt Georgen im Schwarzwald zu einem Reformmittelpunkt benediktinischen Mönchtums im Elsass, Süddeutschland und Österreich zu machen. Diese „Sankt Georgener Reform“ war verbunden mit der Einflussnahme der Schwarzwälder Mönchsgemeinschaft auf eine Reihe von Männer- und Frauenklöstern, die entweder neu gegründet oder von Sankt Georgen aus reformiert wurden. Sankt Georgener Mönche fungierten vielfach als Äbte der zu reformierenden Klöster, während die Neugründungen meist als Sankt Georgener Priorate in Besitz und unter der seelsorgerischen Oberaufsicht der geistlichen Kommunität an der Brigach standen.
Im Einzelnen gab es Verbindungen Sankt Georgens zu folgenden Klöstern: zum Kloster Ottobeuren (1102), zum Kloster St. Marx (circa 1105), zum Kloster Amtenhausen (vor 1107), zum Kloster Lixheim (1107), zum Kloster Sankt Ulrich und Afra in Augsburg (1109), zum Kloster Admont (1115, Admonter Reform) und zum Kloster Prüfening (1121). Der damaligen Bedeutung Sankt Georgens entsprach es, dass das Kloster auch Empfänger eines wichtigen Papstprivilegs wurde. Das Schutzprivileg Papst Urbans II. vom 5. März 1095 bestimmte für die Mönchsgemeinschaft unter Abt Theoger die „römische Freiheit“, das heißt die Unterstellung unter den Papst, die freie Abtswahl und die freie Wahl des Klostervogtes.
Wie der Gründungsbericht des Klosters Sankt Georgen zudem mitteilt, erlangten die Mönche aus dem Schwarzwald um die Wende vom 11. zum 12. Jahrhundert bedeutende Schenkungen von Landbesitz und Rechten. Diese äußeren Faktoren machten zusammen mit der inneren Geschlossenheit klösterlichen Lebens, das sich nach den „Hirsauer Gewohnheiten“ (consuetudines) richtete, den Erfolg des Klosters Sankt Georgen unter Theoger aus – ein Erfolg, der nach dem Weggang Theogers anhielt und das sogenannte „Sankt Georgener Jahrhundert“ von der Klostergründung bis zu Abt Mangold von Berg (1084 bis nach 1193/1194) begründete.

### Bischofswürde
Theoger war Reformabt und Anhänger der gregorianischen Kirchenreform. Daher ernannte die kirchliche Reformpartei im durch den Investiturstreit zerrütteten Deutschland ihn, der sich lange dagegen sträubte, 1117 zum Bischof von Metz und damit zum Gegenkandidaten des kaiserfreundlichen Bischofs Adalbero IV. (1090–1117). Unterstützt von seinen Metzer Verwandten, ebenfalls Reformern, bestätigt vom Papst, gelang es Theoger dennoch nicht, im Metzer Bistum Fuß zu fassen (1119). Ein Ausgleich zwischen Papst Calixt II. (1119–1124) und dem Erzbischof Bruno von Trier (1102–1124) in Cluny (Ende 1119) endete schließlich damit, dass Theoger in Cluny bleiben konnte. Dort starb er am 29. April 1120, wo sich in gewisser Weise der Kreis von der cluniazensischen über die Hirsauer bis zur Sankt Georgener Reform schloss. Die Vita Theogeri verehrt Theoger als Heiligen.
Wie Abt Wilhelm von Hirsau, so hat sich auch Theoger mit den Artes liberales, den „sieben freien Künsten“ beschäftigt. Besonders die Disziplinen des Quadrivium hatten es ihm angetan. So ist von Theoger auch eine musiktheoretische Schrift überliefert.